# Douche and Turd
Douche and Turd is de 8e aflevering van het 8e seizoen van South Park. De aflevering werd uitgezonden vlak voor de Amerikaanse presidentsverkiezingen en is indirect ook het onderwerp van de aflevering.

## Verhaal
Een schoolbijeenkomst wordt verstoord door leden van PETA, omdat het Americanfootballteam van South Park een koe als mascotte heeft. Omdat het niet de eerste keer is dat PETA de school terroriseert, besluit de school een nieuwe mascotte te kiezen. Er zal een verkiezing gehouden worden waarbij alle leerlingen mogen stemmen. Kyle stelt voor om allemaal op 'enorme douche' te stemmen. Cartman stelt voor om in plaats daarvan op 'broodje drol' te stemmen. Ze krijgen ruzie en besluiten elk campagne te voeren voor hun bedachte naam.
De campagne wordt steeds agressiever, waarbij Cartman onder andere probeert klasgenoten om te kopen met snoep om op broodje drol te stemmen. Stan vindt beide namen onzinnig en vertelt zijn ouders en vrienden dat hij niet gaat stemmen. Zijn ouders reageren gechoqueerd en vertellen hem dat er mensen voor gestorven zijn, zodat hij het recht om te stemmen heeft. Stan zegt dat hij het punt niet ziet in stemmen tussen 2 even domme kandidaten. Puff Daddy verschijnt aan de deur bij Stan en vertelt hem over zijn Stem of Sterf-campagne. Stan vraagt wat dat überhaupt betekent waarop Puff Daddy een pistool tevoorschijn haalt. Na veel bedreigingen besluit Stan uiteindelijk toch te gaan. In het stemhokje ziet Kyle dat Stan broodje drol aankruist en hij spoort Stan aan om zijn stem te veranderen naar enorme douche. Cartman probeert Kyle bij Stan weg te houden en biedt een snoepje aan Stan aan om vooral toch op broodje drol te stemmen. Stan wordt kwaad op beiden en besluit alsnog geen stem uit te brengen.
Wanneer het schoolbestuur hoort dat Stan weigert te stemmen, wordt besloten hem uit de stad te verbannen. Vastgebonden op een paard met een emmer op zijn hoofd wordt Stan de stad uit gestuurd. In de bossen wordt hij gevonden door de leden van PETA. Hij vertelt een van de leden dat hij verbannen is, omdat hij weigert te stemmen op een douche of een drol, waarop het PETA lid zegt, dat een verkiezing altijd tussen een douche en een drol gaat, omdat zij de enige mensen zijn die hard genoeg slijmen om zover te komen in de politiek.
Puff Daddy is Stan gevolgd naar het PETA-kamp om hem alsnog te vermoorden, omdat hij weigerde te stemmen. Omdat hij een bontjas draagt besluit een PETA-lid een emmer rode verf over hem heen te gooien. Hierop gaan Puff Daddy en zijn mannen schietend door het kamp en vermoorden alle PETA-leden. Stan weet te ontsnappen, gaat terug naar South Park en is overgehaald toch te stemmen door de woorden van het PETA-lid. Ondanks zijn stem voor broodje drol wint enorme douche met 1410 stemmen tegen 36. Stan is boos en zegt tegen zijn vader dat zijn stem er uiteindelijk niet eens toe deed. Zijn vader zegt dat iedere stem telt, zelfs als je voor de verliezer stemt. Op dat moment komt Mr. Garrison de school binnen stormen met het nieuws dat alle PETA-leden dood zijn en hun mascotte dus toch de koe kan blijven. Hierop zegt Stans vader: Nu heeft je stem er niet toe gedaan.